# Guillermo Sepúlveda
Guillermo Sepúlveda Rodríguez (Guadalajara (Mèxic), 29 de novembre de 1934 – 19 de maig de 2021) va ser un futbolista mexicà.

## Selecció de Mèxic
Va formar part de l'equip mexicà a la Copa del Món de 1958.